# 皮特·汤申德
Peter Dennis Blandford Townshend（1945年5月19日—）是一位英國吉他手、歌手和詞曲作者。他是1960 年代和 1970 年代最具影響力的搖滾樂隊之一The Who 的聯合創始人、領導者、吉他手、次要主唱和主要詞曲作者。[2] [3]
Townshend 為 Who 的 12 張錄音室專輯創作了 100 多首歌曲。其中包括概念專輯、搖滾歌劇 Tommy和Quadrophenia，以及流行的搖滾電台主播，如Who's Next；以及另外幾十首作為非專輯單曲出現的歌曲，重新發行的獎勵曲目，以及諸如Odds & Sods (1974)等稀有合輯的曲目。他還創作了 100 多首歌曲，這些歌曲出現在他的個人專輯中，以及廣播歌曲和電視主題曲中。
作為一名樂器演奏家，雖然主要以吉他手而聞名，但湯森德還演奏鍵盤、班卓琴、手風琴、口琴、尤克里裡、曼陀林、小提琴、合成器、低音吉他和鼓。他對所有這些樂器都是自學的。他演奏了自己的個人專輯、幾張 Who 專輯，並作為客座貢獻者參與了一系列其他藝術家的錄音。
Townshend 還為許多報紙和雜誌文章、書評、散文、書籍和劇本做出了貢獻並撰寫了這些文章，他還曾作為作詞家和作曲家合作過許多其他音樂劇。由於他激進的演奏風格和創新的歌曲創作技巧，Townshend 與 Who 和其他項目的合作為他贏得了好評。
1983 年，湯森德獲得英國人終身成就獎，1990 年，他作為名人堂成員入選搖滾名人堂。Townshend 在Dave Marsh 1994 年的The New Book of Rock Lists最佳吉他手名單中排名第三。[4] 2001年，他作為WHO成員獲得格萊美終身成就獎；並於 2008 年獲得肯尼迪中心榮譽獎。他是第10位在Gibson.com 2011年排名前50位吉他手的名單，[5]在和10號滾石' S的所有時間最偉大的100吉他手的更新列表2011。[6]他和Roger Daltrey於 2016 年 5 月 21 日在加州大學洛杉磯分校獲得喬治和艾拉格甚溫終身音樂成就獎。[7] [8]
1. ↑  . . 26 December 2012  [18 January 2014]. BBC Radio 4. （原始内容存档于2018-12-26）.